# Frentrop
Frentrop ist eine ältere Bauerschaft und heute ein ländlicher Stadtteil von Marl. Frentrop ist auch Namensgeber eines statistischen Bezirkes der Stadt, der etwas kleiner ausfällt.

## Lage

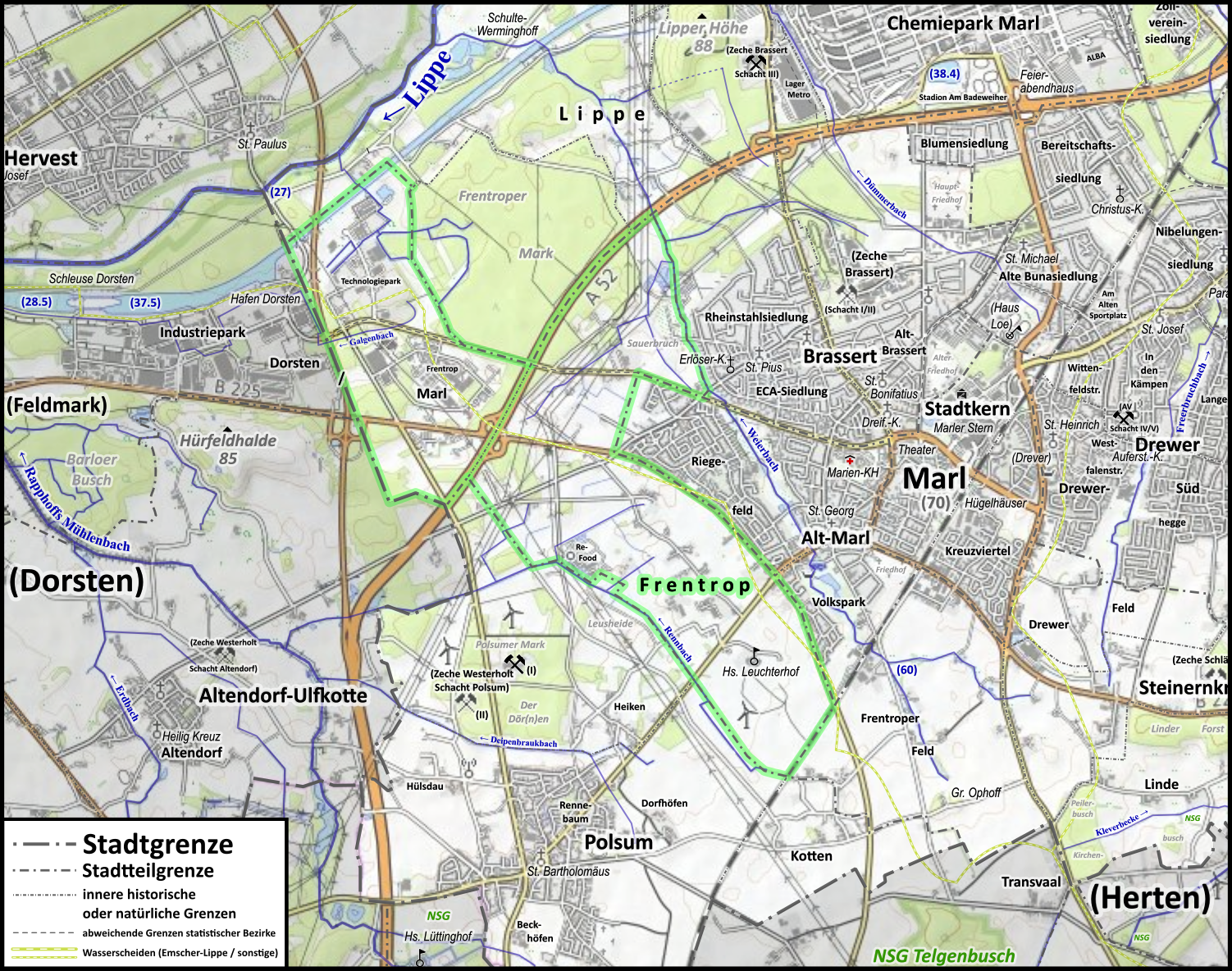
Karte des Stadtteils

Frentrop liegt westlich von (von S nach N) Alt-Marl und Brassert und südwestlich des ebenfalls bauerschaftlichen Lippe; Grenze zu Alt-Marl ist die Dorstener Straße (B 225). Die meisten Höfe der Bauerschaft liegen an der Frentroper Straße, am Rottmannskamp und am Töingskamp. Der Dorfkern des südlich angrenzenden und durch den Rennbach abgetrennten Stadtteils Polsum liegt 2,5 Kilometer südsüdwestlich, das Zentrum Marls ist gut zwei Kilometer ostnordöstlich, die Innenstadt Recklinghausens südöstlich zehn Kilometer entfernt, in dieser Richtung grenzt die Bahntrasse den Stadtteil Steinernkreuz ab.
Während der statistische Bezirk Frentrop (4,33 km²), den die Stadt merkwürdigerweise zu Alt-Marl stellt, nach Norden nicht über die Hervester Straße hinausgeht, gehören jenseits dieser Straße auch das bauerschaftliche Dreieck zwischen dieser, der A 52 und dem Weierbach (0,86 km²), der sogenannte Sauerbruch, sowie der Marler Nordteil des Industrieparks Dorsten / Marl (0,85 km²) zu Frentrop, wodurch sich die Fläche auf 6,04 km² summiert.
Die im Stadtteil Lippe gelegene, 1,75 km² große Frentroper Mark jenseits der Straße und der Autobahn gehörte historisch zur Hälfte Frentrop; das bis zur Hertener Straße reichende, 2,18 km² große Frentroper Feld südöstlich jenseits der Eisenbahntrasse, das heute eher zu Steinernkreuz gezählt wird, gehörte historisch ebenfalls teils zu Frentrop. Am Westrand Alt-Marls und Brasserts wurde altes Frentroper Gebiet in Siedlungsgebiet umgewandelt und gehört daher nicht mehr dazu.

## Geschichte

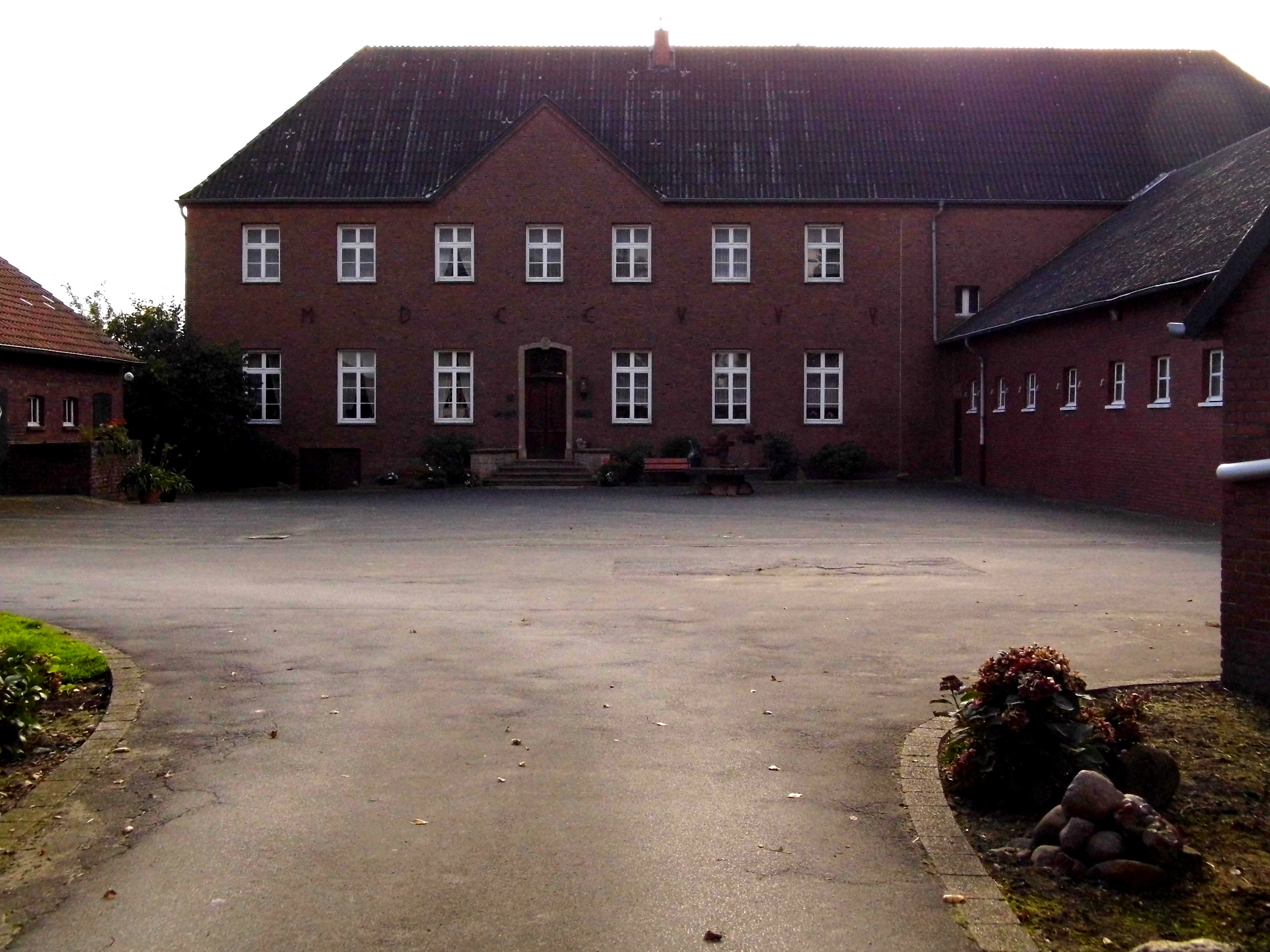
Haus Leuchterhof

Der Ort geht auf eine Bauerschaft im Vest Recklinghausen zurück. Der Name ist altsächsischen Ursprungs und bedeutet Ort eines Freien. Damit waren ehemalige Soldaten und Bauern im Frankenreich gemeint, die keine Fron- und Spanndienste und keinen Zehnten leisten mussten. Urkunden sprechen von Vrilinctorpe, der Name der späteren Bauerschaft Frentrop, die auf die im siebenten Jahrhundert erfolgte Ansiedlung sächsischer Frilinge zurückgeführt wird. Im Jahr 1927 wurde in Frentrop ein Urnenfriedhof aus der Jungsteinzeit erschlossen.
Im südöstlichsten Segment, jenseits der Polsumer Straße, liegt Haus Leuchterhof (⊙), ein ehemaliges Karmeliterkloster.
Seelsorgerisch gehört Frentrop zu St. Georg in Marl und der entsprechenden evangelischen Kirchengemeinde.

## Wirtschaft
Nordwestlich an das alte Frentrop grenzt der Technologiepark Marl-Frentrop. Das Gewerbegebiet ist Teil des Industrieparks Dorsten/Marl und grenzt nach Westen unmittelbar an die Nachbarstadt Dorsten. Der Norden dieses Gebiets liegt außerhalb des statistischen Bezirks Frentrop.

## Vereine
Die Schützenbruderschaft feiert alle zwei Jahre ein Schützenfest.

## Galerie

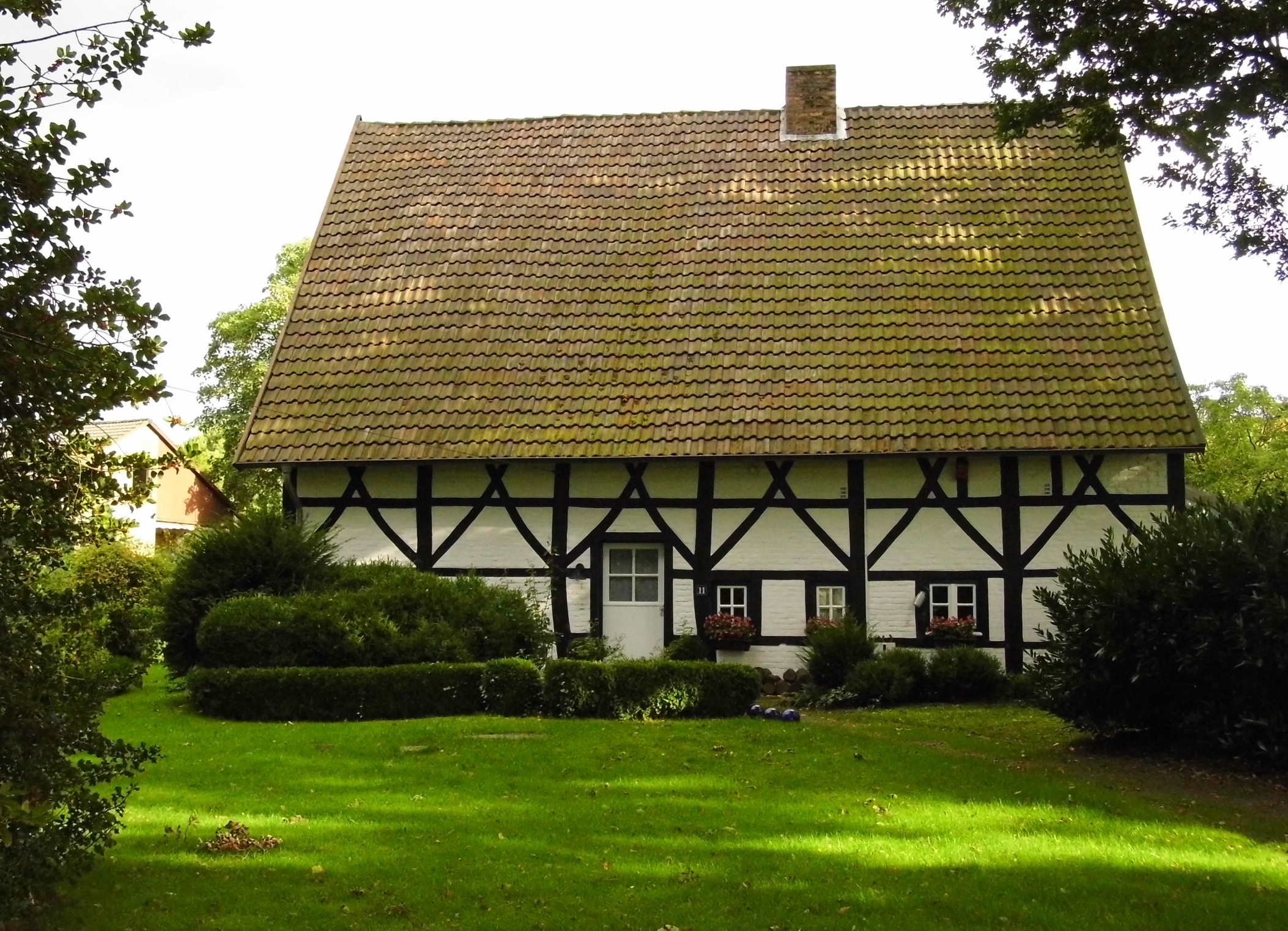
„Bauernhaus, Vierständerbau“ am Alten Polsumer Weg 11 (Denkmalschutz)
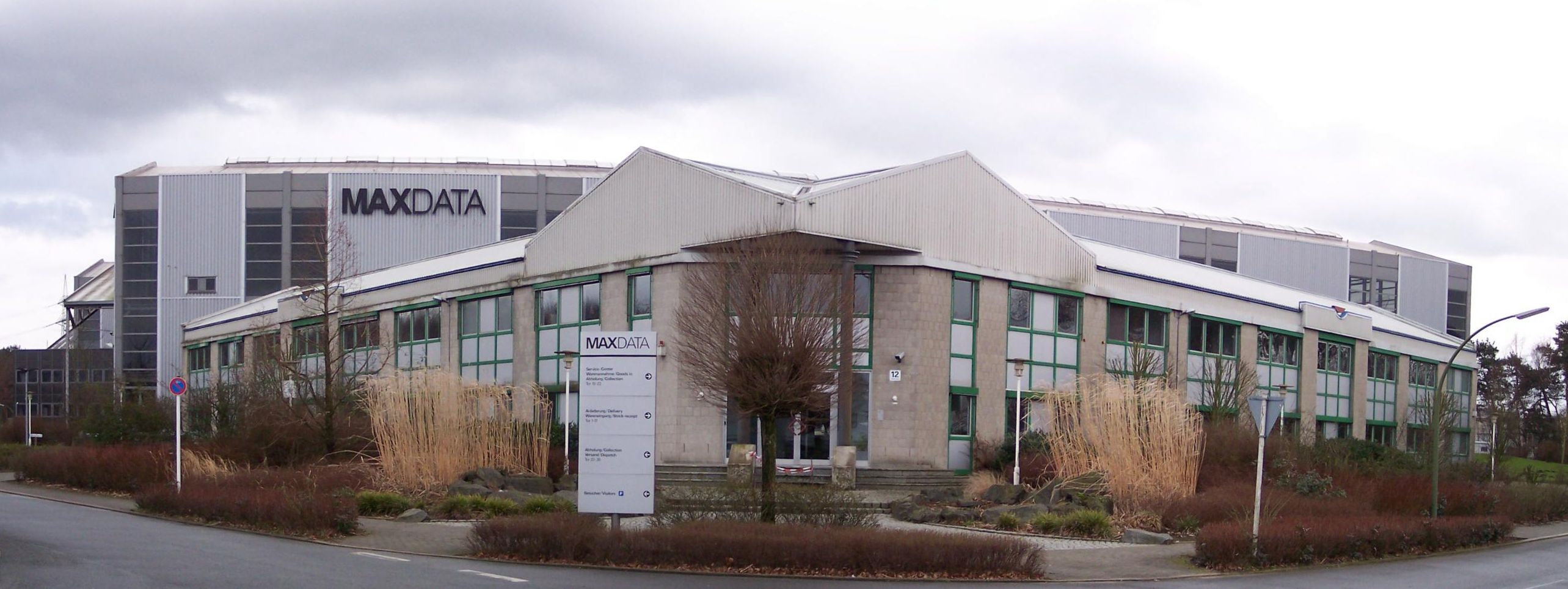
Maxdata im Industriepark Frentrop
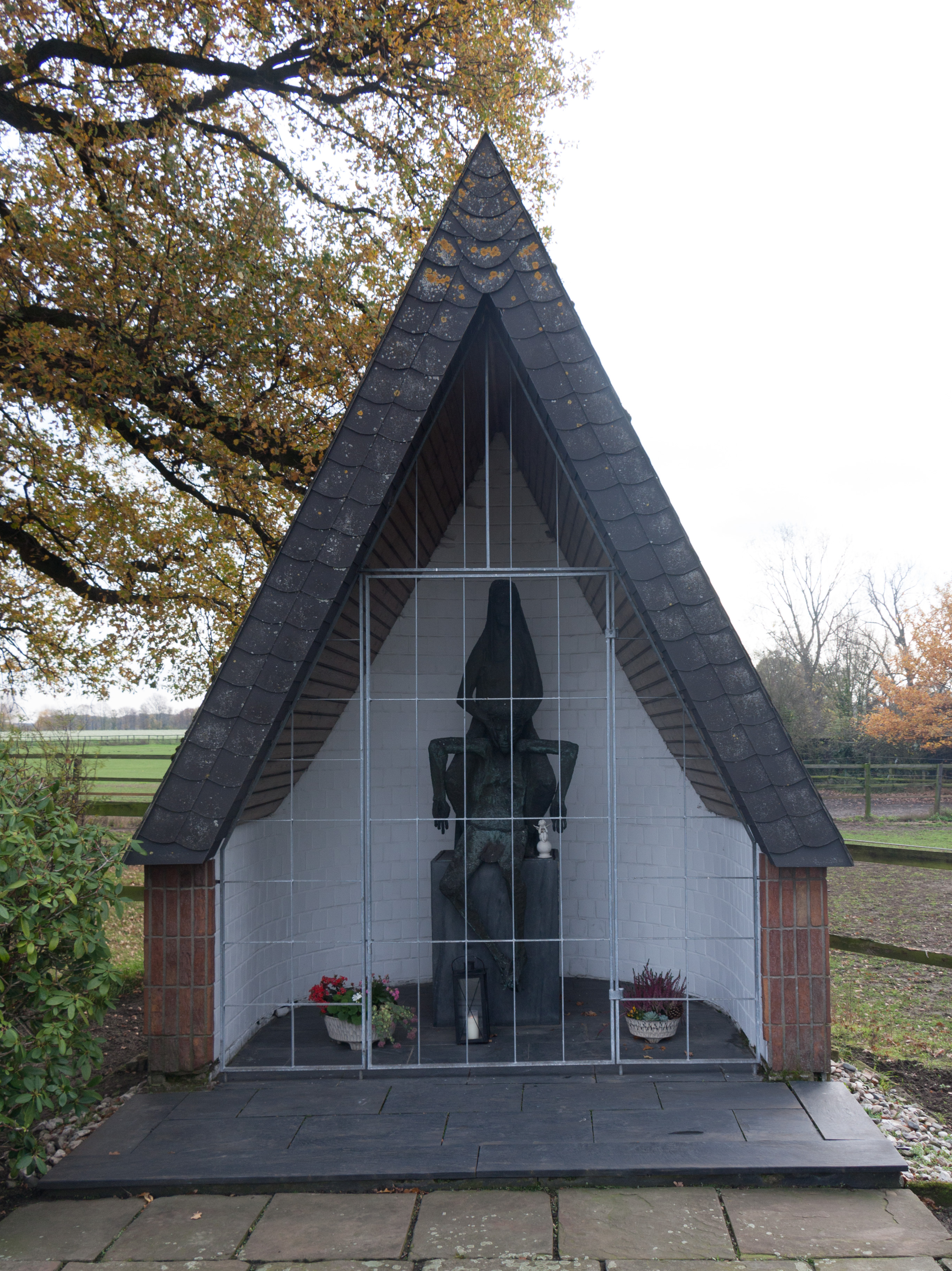
Wegekapelle am Haus Leuchterhof